# Ochrona środowiska (seria monet)
Seria Ochrona środowiska obejmowała srebrne monety kolekcjonerskie. Narodowy Bank Polski zainaugurował cykl w 1977 roku i kontynuował do roku 1986. Monety bite były stemplem lustrzanym. Celem serii było przedstawienie zagrożonych gatunków zwierząt. Pierwszą monetą serii był Żubr wyemitowany w 1977 roku.

## Lista monet seriiOchrona środowiska
Awers monet kolekcjonerskich jest stały i przedstawia orła, rok wprowadzenia do obiegu, nominał oraz napis Polska Rzeczpospolita Ludowa. Pośrodku rewersu widnieje stylizowany wizerunek jednego z zagrożonych zwierząt, a przy rancie półkolem napis OCHRONA ŚRODOWISKA. Początkowo monety bite były w srebrze próby 625 i nominale 100 złotych. Od 1984 roku NBP emitował monety z kruszcu próby 750 i nominale 500 złotych.
| Moneta     | Nominał     | Stop   | Średnica | Masa   | Rok emisji | Nakład | Wizerunek monety |
| ---------- | ----------- | ------ | -------- | ------ | ---------- | ------ | ---------------- |
| Żubr       | 100 złotych | Ag 625 | 32,00 mm | 16,5 g | 1977       | 30 050 | awers i rewers   |
| Bóbr       | 100 złotych | Ag 625 | 32,00 mm | 16,5 g | 1978       | 30 000 | awers i rewers   |
| Łoś        | 100 złotych | Ag 625 | 32,00 mm | 16,5 g | 1978       | 30 000 | awers i rewers   |
| Kozica     | 100 złotych | Ag 625 | 32,00 mm | 16,5 g | 1979       | 20 000 | awers i rewers   |
| Ryś        | 100 złotych | Ag 625 | 32,00 mm | 16,5 g | 1979       | 20 000 | awers i rewers   |
| Głuszec    | 100 złotych | Ag 625 | 32,00 mm | 16,5 g | 1980       | 18 000 | awers i rewers   |
| Koń        | 100 złotych | Ag 625 | 32,00 mm | 16,5 g | 1981       | 12 000 | awers i rewers   |
| Bocian     | 100 złotych | Ag 625 | 32,00 mm | 16,5 g | 1982       | 12 000 | awers i rewers   |
| Niedźwiedź | 100 złotych | Ag 625 | 32,00 mm | 16,5 g | 1983       | 8 000  | awers i rewers   |
| Łabędź     | 500 złotych | Ag 750 | 32,00 mm | 16,5 g | 1984       | 10 000 | awers i rewers   |
| Wiewiórka  | 500 złotych | Ag 750 | 32,00 mm | 16,5 g | 1985       | 8 000  | awers i rewers   |
| Sowa       | 500 złotych | Ag 750 | 32,00 mm | 16,5 g | 1986       | 12 000 | awers i rewers   |